# 체리 V5

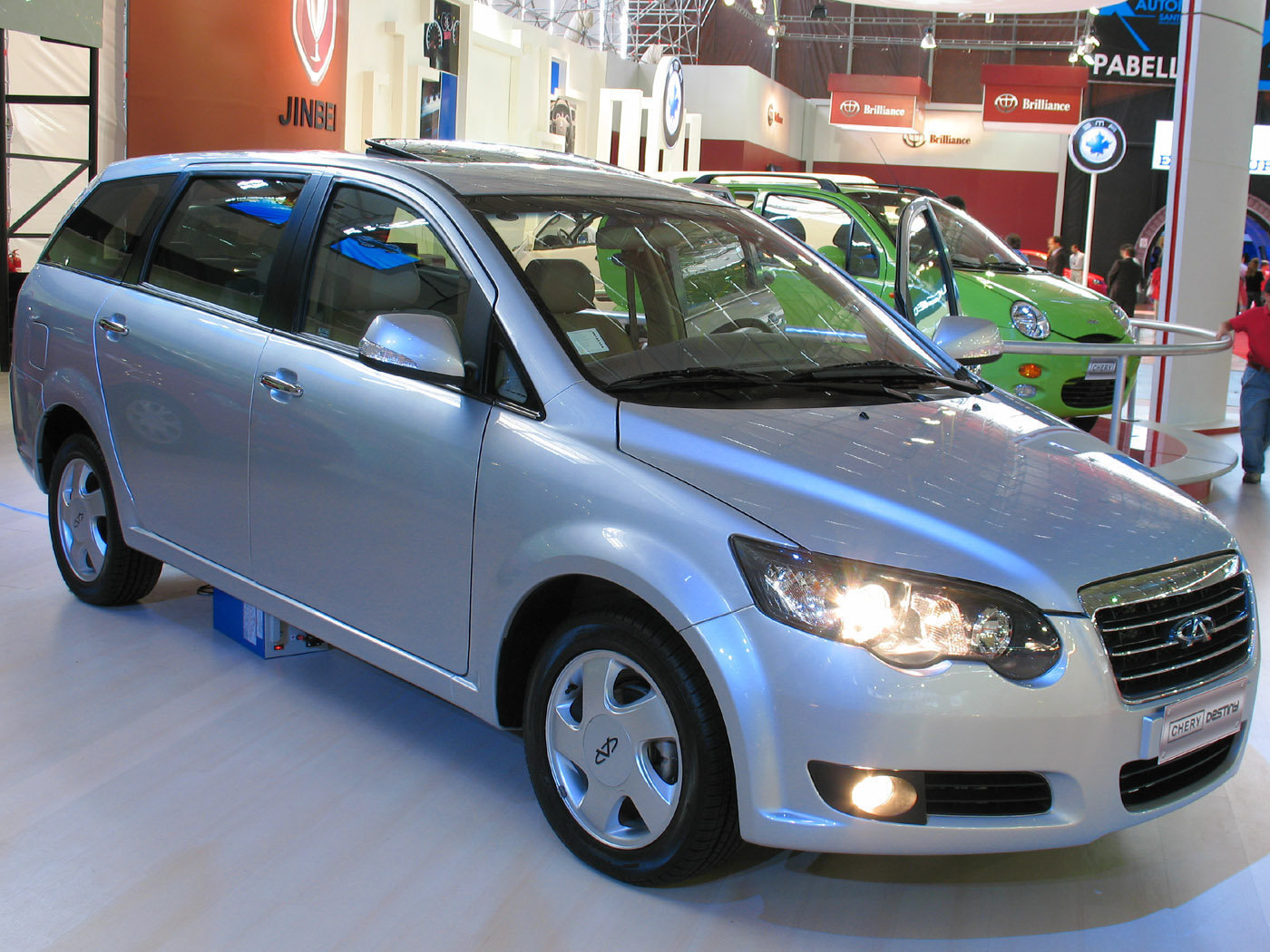
체리 V5

체리 V5(Chery V5) 또는 Easter Cross는 2006년 6워부터 2015년까지 중국의 제조업체 체리 자동차가 생산한 콤팩트 MPV이다.

## 말레이시아
체리 V5는 2006년 7월 2일 말레이시아에 처음 선보였다. 2.0리터 가솔린 기관을 갖추었고 체리 B14로 불렸다.
지역적으로 제조된 버전의 차량은 2008년 9월 3일 런칭되었다. 이전 버전과 달리 이 모델은 2.4리터 SOHC 미츠비시 장충정 기관을 갖추었으며 5,500 rpm에 127 hp (95 kW)를, 3,000 rpm에 198 N·m (146 lbf·ft) 토르크를 제공한다. 수동 기어에 4단 자동 변속 기능을 갖추었다. 1년 무상 서비스(첫 판매 1,000대까지) 및 3+2년 보증을 제공하였다.

## 모델
| 모델                           | 표준 사양                         | 고사양                 |
| ------------------------------ | --------------------------------- | ---------------------- |
| 가격 (MYR)                     | 79,888                            | 86,888                 |
| LED 후방 램프                  | 예                                | 예                     |
| 사이드 미러의 측면 회전 감지기 | 예                                | 예                     |
| 디스크 브레이크                | 전후면                            | 전후면 (ABS)           |
| 라디오                         | 6개 스피커가 있는 카세트 플레이어 | MP3 지원 CD 플레이어   |
| 윈도                           | 수동                              | 자동                   |
| 바퀴                           | 16인치 철제 차륜                  | 16인치 합금 차륜       |
| 핸들 오디오 제어               | 아니오                            | 예                     |
| 구동력 조절                    | 아니오                            | 예                     |
| 에어백                         | 아니오                            | 전면에 듀얼 SRS 에어백 |